# Референдум на Багамских Островах (2013)
Референдум по игорному бизнесу на Багамах прошёл 28 января 2013 года. Он должен был решить два предложения: о легализации ставок в интернет-кафе и о создании Национальной лотереи. В результате голосования оба предложения были отвергнуты.

## История
Игорный бизнес на Багамах был легализован в 1969 году, когда Багамские Острова были британской колонией. Однако это не распространялось на жителей страны и на постоянно проживающих на них иностранцев. Таким образом, несмотря на развитую сеть казино на Багамах, играющих важную роль в экономике страны, они доступны только туристам. В основном, это результат большого влияния местных пасторов. В результате такого запрета между жителями распространилась игра в легальных интернет-кафе, которые нелегально предоставляют возможность ставок. Такие заведения прозвали «дома чисел», или «веб-шопы». 
Вопрос о референдуме относительно игорного бизнеса был частью избирательной кампании Прогрессивной либеральной партии на парламентских выборах 2012 года. После победы на выборах партия объявила 1 ноября 2012 года в парламенте о проведении референдума 3 декабря. Позже, однако, срок был перенесён на 28 января, т. к. был предложен ещё один референдум об основании Национальной лотереи. Премьер-министр Перри Кристи заявил, что легализация и регуляция игорных интернет-кафе принесло бы дополнительно в казну около 20 млн. долларов.

## Кампания
Кампания за легализацию веб-шопов была хорошо профинансирована и фокусировалась на экономической выгоде: веб-шопы предоставляют около 2% рабочих мест страны, а налоги на них могли бы закрыть бюджетный дефицит. Движение против легализации выступало под лозунгом «Спасём наши Багамы» возглавлялось местными евангелическими церквями. Премьер-министр Перри Кристи говорил, что в голосовании «не ставит ни на одну лошадь», хотя оппозиция обвиняла его в подтасовке референдума от лица собственников веб-шопов, которые финансово его поддерживали. 

## Результаты
| Да или нет            | Голосов | Процент  |
| --------------------- | ------- | -------- |
| Нет                   | 51 146  | 61,77 %  |
| Да                    | 31 657  | 38,23 %  |
| Всего голосов         | 82 803  | 100,00 % |
| Источник: Tribune 242 |         |          |

| Да или нет            | Голосов | Процент  |
| --------------------- | ------- | -------- |
| Нет                   | 48 389  | 58,88 %  |
| Да                    | 33 795  | 41,12 %  |
| Всего голосов         | 82 184  | 100,00 % |
| Источник: Tribune 242 |         |          |